# Allsvenskan i ishockey 1989
Allsvenskan i ishockey 1989 spelades mellan de två bästa lagen från respektive grundserie i Division I samt de två sämst placerade lagen i höstens Elitserie. Allsvenskans två främsta lag gick vidare till Allsvenska finalen. Lag tre och fyra gick vidare till Playoff 3. Lag 5–8 var kvalificerade för Playoff 2. De två sista lagen var färdigspelade för säsongen och kvalificerade för Division I 1989/1990.
Lagen från Elitserien, Västerås och Björklöven fick bära favoritskapet, men som så ofta så visade lagen från Division I att de var att räkna med. Västerås fick en svag inledning på serien med endast fyra poäng i de fem första omgångarna och Umeålaget Björklöven förlorade sina två inledande matcher. Västerås hämtade sig dock och vann till slut serien. För Björklöven gick det sämre, de missade finalen och placerade sig på fjärde plats. Andraplatsen togs istället av Västra Frölunda som därmed fick möta Västerås i finalen.

## Tabell
| Nr | Lag                 | S  | V  | O | F  | GM | IM  | MS  | P  |
| -- | ------------------- | -- | -- | - | -- | -- | --- | --- | -- |
| 1  | Västerås IK         | 18 | 14 | 0 | 4  | 83 | 58  | +25 | 28 |
| 2  | Västra Frölunda HC  | 18 | 13 | 1 | 4  | 97 | 56  | +41 | 27 |
| 3  | Rögle BK            | 18 | 10 | 2 | 6  | 87 | 61  | +26 | 22 |
| 4  | IF Björklöven       | 18 | 11 | 0 | 7  | 73 | 62  | +11 | 22 |
| 5  | IK Vita Hästen      | 18 | 10 | 1 | 7  | 65 | 55  | +10 | 21 |
| 6  | Örebro IK           | 18 | 7  | 2 | 9  | 64 | 60  | +4  | 16 |
| 7  | Hammarby IF         | 18 | 8  | 0 | 10 | 79 | 88  | −9  | 16 |
| 8  | IF Sundsvall Hockey | 18 | 6  | 1 | 11 | 77 | 88  | −11 | 13 |
| 9  | Team Kiruna IF      | 18 | 3  | 3 | 12 | 49 | 103 | −54 | 9  |
| 10 | Uppsala/Almtuna IS  | 18 | 2  | 2 | 14 | 48 | 91  | −43 | 6  |

## Allsvenska finalen
Västerås IK mötte Västra Frölunda HC och vann finalen med 3–2 i matcher. Därmed behöll de sin plats i Elitserien. Västra Frölunda gick vidare till Kvalserien.
Matcher
- Västerås IK–Västra Frölunda HC 5–3 (2–2, 1–0, 2–1) publik 6 845
- Västra Frölunda HC–Västerås IK 6–3 (4–1, 2–0, 0–2) publik 12 221
- Västerås–Västra Frölunda 8–3 (1–0, 4–0, 3–3) publik 7 281
- Västra Frölunda HC–Västerås IK 10–3 (4–0, 3–2, 1–1) publik 12 440
- Västerås IK–Västra Frölunda HC 4–2 (1–0, 1–2, 6–2) publik 7 101